# Archivio cantonale vodese
L'Archivio cantonale vodese è l'archivio di Stato del Canton Vaud in Svizzera.

## Storia

### Formazione dell’archivio
L’Archivio cantonale vodese nacque in risposta all’indipendenza cantonale, dopo la partenza, il 24 gennaio 1798, degli ultimi rappresentanti del Cantone di Berna, rimasti nel Paese di Vaud per 262 anni: si tratta del primo fra gli istituti depositari della memoria, creati man mano dall’amministrazione cantonale vodese dopo aver ottenuto nel 1803 l’indipendenza. Il ritorno degli archivi da Berna a Losanna, nell’autunno del 1798, segnò il desiderio delle nuove autorità, di poter disporre, non solo dei documenti necessari per l’amministrazione, ma anche di tutti gli archivi legati al territorio vodese
Con la Rivoluzione, gli archivi dell’ancien régime persero il loro valore giuridico e amministrativo. Agli albori dell’indipendenza cantonale, non si riconosceva ancora la dimensione storica a loro attribuita a partire dagli anni 40 dell'800. In effetti, dopo il riscatto dei beni feudali nel 1804, i vecchi archivi diventarono "inutili e ingombranti", "mere scartoffie". Alcuni comuni rilevarono i loro archivi e li conservarono, altri invece li diedero alle fiamme. Prima del 1798-1803, gli archivisti distinguevano semplicemente fra documenti utili e superflui, dopo tale data iniziarono a tenere in considerazione sia i documenti dotati di valore giuridico, sia le carte d’interesse storico. Anche se questa nuova visione richiese del tempo per diffondersi; si può dire che il 1798 segnò uno spartiacque tra un modo di considerare gli inventari d’archivio come un semplice mezzo di gestione e di difesa, e una loro percezione quale strumento di accesso alle testimonianze storiche. I documenti trascurati o accantonati nei secoli precedenti furono progressivamente reintrodotti negli inventari e valorizzati grazie alla ricerca storica.
Con un decreto approvato nel dicembre 1837, il Gran Consiglio ordinò che il secondo funzionario della cancelleria e archivista della stessa, Pierre-Antoine Baron (1788-1868), venisse incaricato del riordino e della custodia dei “grandi archivi”, ovvero quelli depositati nella cattedrale. In questo modo venne creata la posizione di Archivista. Nonostante fosse strettamente legata all’amministrazione permetteva una certa libertà di movimento: il mansionario dell’archivista di Stato, infatti, riconosceva le necessità della ricerca scientifica (previa autorizzazione) e teneva espressamente conto degli obiettivi della Società di storia della Svizzera romanda.
Dal 1896, gli archivisti del cantone ispezionano gli Archivi comunali compilando di regola un inventario dei fondi archivistici. La pubblicazione nel 2003 dello studio "Panorama des Archives communales vaudoises 1401-2003", nonché l’allestimento della banca dati "Inventaire général des archives communales vaudoises avant 1961", sono testimoni di una situazione unica in Svizzera: tutti i comuni vodesi potevano avere accesso ad un inventario completo dei loro archivi, dalle origini fino al 1960.
A partire dal 1907 i testi menzionano esplicitamente l’acquisizione, da parte dell’Archivio cantonale vodese, di diversi archivi privati tramite la stipula di convenzioni formali. È probabile che alcuni documenti di origine privata fossero già stati raccolti in precedenza da Alfred Millioud, archivista presso l’Archivio cantonale vodese fra il 1895 e il 1913.
In Svizzera, le prime tracce di un dibattito attorno ai principi di classificazione sembrano aver avuto inizio proprio all’Archivio cantonale vodese. In effetti, fra i diversi progetti di classificazione dei vecchi archivi, quello dell’archivista paleografo Ernest Grégoire, diplomatosi all'École des Chartes di Parigi, sosteneva il "principio di provenienza". Elaborato su richiesta delle autorità vodesi, questa metodo di classificazione risale al 1858. Gli si contrapposero altre interpretazioni, che favorivano una classificazione tematica. Dopo anni di esitazioni, nel 1915 l’Archivio cantonale vodese adottò un primo piano generale di classificazione, che sanciva lo smantellamento delle vecchie serie di documenti medievali e bernesi, e, in linea con gli inventari del XIX secolo, il "principio di pertinenza" per gli archivi anteriori al 1798. Il principio di provenienza, preso in considerazione nel 1858, venne così respinto nei successivi progetti sotto l’influsso dei piani di classificazione trasmessi agli archivisti vodesi dagli altri istituti svizzeri. In seguito, il piano generale accolse delle sezioni organizzate secondo il principio di provenienza. Esso viene sottoposto a regolare revisione e ha subito importanti adattamenti fra il 1996 e il 2007, dovuti alla necessità di rispettare diverse esigenze: l’armonizzazione del vocabolario, il principio della descrizione a livelli e la presentazione contestuale dei fondi d’archivio.
Dal 1798 l’Archivio fu ospitato nel campanile della cattedrale di Losanna, poi trasferito in un vecchio deposito di mobili situato in rue du Maupas, sempre a Losanna, e dotato di una sala di lettura nel 1955. Dal 1985, l’Archivio cantonale è situato presso l’Università di Losanna, in uno stabile appositamente costruito.
Il 1º gennaio del 2014, l’Archivio venne aggregato alla Cancelleria dello Stato, con la quale mantiene da sempre strette relazioni. Funge anche da sede per l’Associazione vodese degli archivisti, la Società vodese di storia e di archeologia e il Circolo vodese di genealogia. L’Archivio cantonale vodese è iscritto nell’elenco dei beni culturali svizzeri d’importanza nazionale.

### Elenco degli archivisti cantonali
Il primo archivista cantonale in carica fu Pierre-Antoine Baron (1837-1864). I suoi successori furono: Aymon de Crousaz (1864-1909) ; Alfred Millioud (1909-1913) ; Bernard Cérenville (1914-1915) ; Maxime Reymond (1915-1942); Louis Junod (1943-1963) ; Olivier Dessemontet (1963-1979); Jean-Pierre Chapuisat (1979-1995); Gilbert Coutaz (1995-2019) e Delphine Friedmann (dal primo luglio 2019).

## Compiti
Secondo la legge sull’archiviazione del 14 giugno del 2011 l’Archivio cantonale vodese si definisce come: "luogo centrale di raccolta degli archivi delle autorità esecutive, legislative e giudiziarie del Canton Vaud", "un luogo di memoria","uno spazio di riflessione e di ricerche","una struttura dedicata alla conservazione e alla comunicazione"..
L’Archivio cantonale vodese venne creato nel 1798 per accogliere gli archivi ufficiali. Dopo oltre due secoli, rimane il depositario centrale e naturale degli archivi ufficiali. Di fronte alle esigenze di difesa del patrimonio e all’ampliamento delle fonti e dei supporti informativi, ha esteso il suo campo d’attività a nuovi produttori di archivi e a nuove forme di collaborazione. Inoltre, per preservare l’unità dei fondi, le fotografie e le testimonianze audiovisive completano, in certi casi, gli archivi scritti. Per gli altri supporti vengono stipulati di volta in volta degli accordi con le istituzioni culturali competenti, in particolare con il Museo cantonale di archeologia e di storia.
I comuni sono responsabili della gestione e della conservazione dei loro archivi. L’Archivio cantonale vodese li consiglia in materia di archiviazione tramite una Guida alla gestione periodicamente aggiornata. Ha il diritto di ispezionarli se lo ritiene opportuno. Degli archivisti e delle archiviste professionali sono operativi nella maggior parte dei capoluoghi distrettuali e nei comuni più importanti del cantone. Un’Associazione vodese degli archivisti esiste dal 1º ottobre del 1996.

## Fondi e collezioni

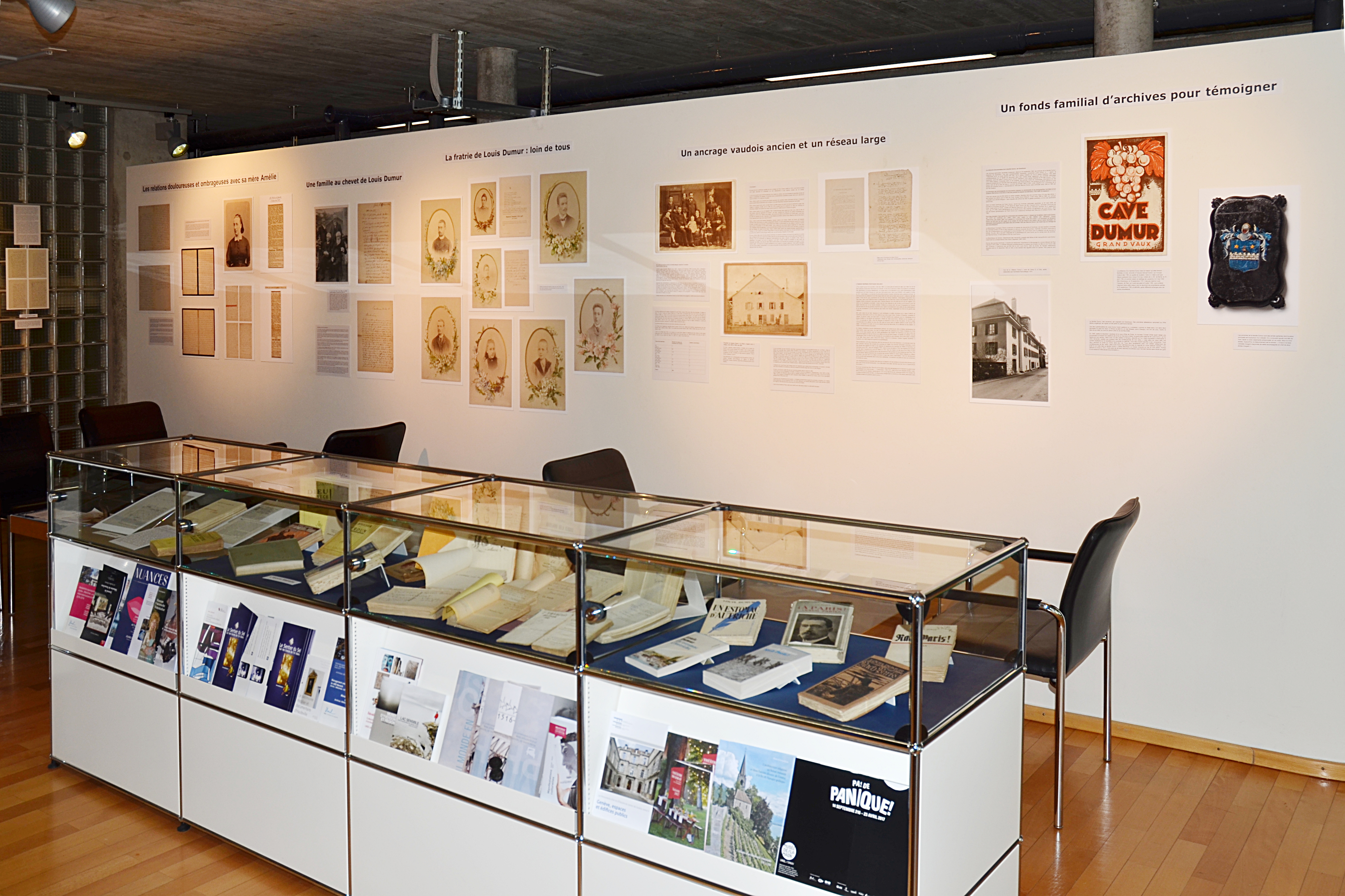
Archivio cantonale vodese, mostra Louis Dumur, aprile 2017

L’Archivio cantonale vodese ospita 36 414 metri lineari di documentazione, corrispondente a 3 685 fondi di cui oltre 2000 privati, nonché 31 567 unità bibliografiche Custodisce gli archivi delle diverse autorità succedutesi, fin dall’anno mille: quelli del periodo dei re di Borgogna, della casa di Savoia e del Vescovado di Losanna (970-1536); gli archivi dell’amministrazione bernese fra il 1536 e il 1798 e gli archivi del Cantone del Lemano durante la Repubblica elvetica; infine, gli archivi ufficiali delle autorità esecutive, legislative e giudiziarie del Canton del Vaud dalla sua creazione avvenuta nel 1803. I fondi archivistici privati hanno un contenuto molto diversificato: archivi di famiglia, archivi di enti umanitari, aziendali, sportivi, della moda, della stampa, ecc.. L’archivio cantonale conserva infine più di 530 fondi fotografici comprendenti oltre un milione di immagini.

## Strumenti di ricerca
- Sito dell’Archivio cantonale vodese[25]
- Banca dati « DAVEL »[26]
- Banca dati « PANORAMA »[27]
- Guida delle fonti storiche del Paese di Vaud, in epoca bernese (1536-1798)[28]
- Guida dell’archivio cantonale vodese, 1990 (2ª ed. 1993) – Per lo più superato
- Guida di consultazione del Registro fondiario e Guida di consultazione del catasto[29]
- Rapporti d'attività, dal 1996[30]
- Rapporti tematici, dal 1996[31]